# Michael Gilden
Michael Gilden (Los Ángeles, California, 22 de septiembre de 1962 - ibídem, 5 de diciembre de 2006) fue un actor de cine, teatro y televisión estadounidense, reconocido por ser un artista de baja estatura.

## Biografía
Gilden nació en la localidad de Los Ángeles, California, en 1962. A su nacimiento le diagnosticaron enanismo. Ya en edad adulta midió como máximo 1,37 metros de altura; sin embargo, este problema no lo desanimó y lo "utilizó" como un elemento esencial en sus interpretaciones. Fue descubierto y llevado al mundo artístico por su amigo el actor Martin Klebba.
Además de dedicarse a la actuación, trabajaba como asesor financiero en la bolsa de valores.

## Carrera
Sus actuaciones siempre abarcaron papeles de reparto de exitosas series televisivas, así como famosas películas. Uno de sus papales más aclamados por el público fue en su debut cinematográfico, Ewok, en el film  El retorno del Jedi, de 1983. Otras de sus populares participaciones en películas se destacan la del film Pulp Fiction, en 1994, y en la comedia Against Type, en la que encarnó a Donnie, en el año 2006. En la pequeña pantalla se destacó por su papel de Marty Pearson en la serie de 2006 Navy: Investigación Criminal.

### Filmografía
- 1981: Under the Rainbow, invitado en el Hotel Rainbow.
- 1983: El retorno del Jedi, Ewok.
- 1993: Freaked, Eye.
- 1994: Pulp Fiction, Phillip Morris Page.
- 2000: Twice Upon a Christmas, duende.
- 2001: Blancanieves, Lunes, el enanito rojo.
- 2003: Nudity Required, pequeño Dirk.
- 2006: Against Type, Donnie.

### Televisión
- 1995: Cybill, Harvey.
- 1996: Aliens in the Family, Snizzy.
- 1996: Pretender, Elf.
- 2001: The Amanda Show, camarero bailarín.
- 2002: Nikki, enano Dwight.
- 2002: Leyes de familia, Robert Silver.
- 2002: CSI, Lawrence Ames.
- 2003-2006: Charmed, Finnegan / Liam.
- 2006: Navy: Investigación Criminal, Marty Pearson.

En el 2005 participó en el video titulado "La búsqueda del pájaro de oro", en el personaje de John Spencer.

## Vida privada
Michael estuvo casado dos veces. La primera fue con Elena Bertagnolli, mánager de Verne Troyer. La segunda fue con la también actriz Meredith Eaton, a quien conoció en agosto de 1997 durante una reunión de amigos en Atlanta, Georgia, con quien se casó el 20 de mayo de 2001.

## Suicidio
Michael Gilden se quitó la vida el día martes 5 de diciembre de 2006 al ahorcarse en su casa de Los Ángeles. Su decisión estuvo vinculada a causas personales. Fue enterrado en una ceremonia privada en Mission Hills, California, el 10 de diciembre.